# یاکوف زلدوویچ
یاکوف بوریسوویچ زلدوویچ (به بلاروسی: Якаў Барысавіч Зяльдовіч) (به روسی: Я́ков Бори́сович Зельдо́вич) (زادهٔ ۸ مارس ۱۹۱۴ در مینسک، امپراتوری روسیه – درگذشتهٔ ۲ دسامبر ۱۹۸۷) از دانشمندان پرکار اتحاد شوروی بود که در بلاروس به دنیا آمد. او نقش مهمی در توسعه سلاحهای هسته‌ای شوروی داشت و همچنین خدمات علمی در زمینه جذب سطحی، کاتالیز، امواج شوک، فیزیک هسته‌ای، فیزیک ذرات بنیادی، اخترفیزیک، کیهان‌شناسی فیزیکی و نسبیت عام ارائه داد